# حمد رشيد محمد
حمد رشيد محمد (بالإنجليزية: Hamad Rashid Mohamed)‏ هو سياسي تنزاني، ولد في 1 مارس 1950 في سلطنة زنجبار. حزبياً، نشط في التحالف من أجل التغيير الديمقراطي. وقد انتخب عضو الجمعية الوطنية لتنزانيا.